# عيد الميلاد في ألمانيا النازية

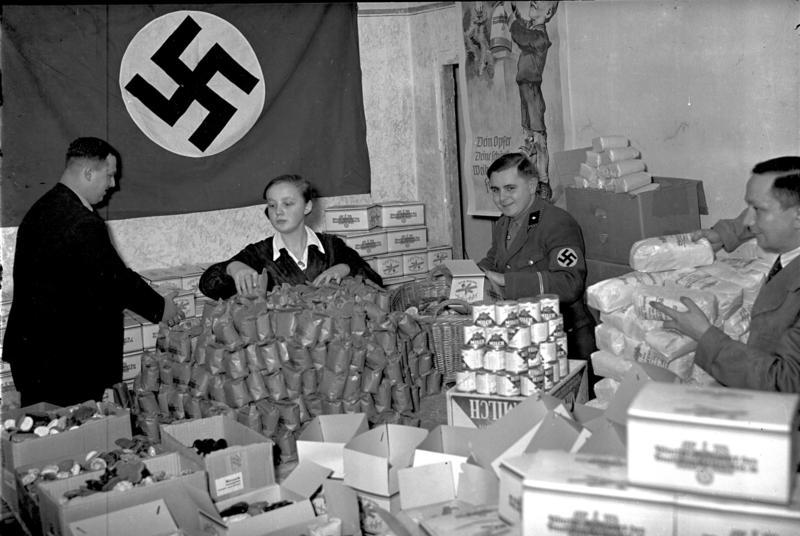
هدايا عيد الميلاد للفقراء في عام 1935

تم السماح بالاحتفال بعيد الميلاد في ألمانيا النازية، على الرغم من أنه شمل محاولات النظام لجعل العيد الديني المسيحي يتماشى مع الأيديولوجية النازية. الأصول اليهودية للسيد المسيح وإحياء ذكرى ولادته كالمسيح اليهودي كانت مقلقة لبعض أعضاء المجموعة النازية ومعتقداتهم العرقية. بين عامي 1933 و1945، حاول المسؤولون الحكوميون إزالة هذه الجوانب من عيد الميلاد من الاحتفالات المدنية والتركيز على الجوانب الثقافية ما قبل المسيحية للمهرجان. ومع ذلك، ظلت الكنيسة والاحتفالات الخاصة المسيحية طبيعية.

## خلفية
لطالما كانت المسيحية الإيمان الرئيسي للشعوب الجرمانية، التي يرجع تاريخها إلى العمل التبشيري لكولومبان وسان بونيفاس في القرنين السادس والثامن. حكم النازيون ألمانيا من 1933 إلى 1945. أرادت النازية تحويل الوعي الذاتي للشعب الألماني - مواقفهم وقيمهم وعقلياتهم - إلى «مجتمع وطني» واحد متماسك. ووفقا للصحفي الأمريكي شيرر"، تحت قيادة روزنبرغ وبورمان وهيملر بوجيه من هتلر- يقصد النظام النازي تدمير المسيحية في ألمانيا، إذا ما في وسعها، واستبدال الوثنية القديمة للآلهة الجرمانية القبلية في وقت مبكر بالوثنية الجديدة للمتطرفين النازيين ".
قام هتلر والحزب النازي بترويج «المسيحية الإيجابية» في وقت مبكر، ولكن خالف هتلر ألفريد روزنبرغ وأعلن أنه ليس هو الموقف الرسمي للحزب النازي، وترك الدين بنفسه في عام 1941. لم تكن المسيحية الإيجابية بحد ذاتها مسيحية بحتة وكانت منفتحة على غير المؤمنين بل وروجت لوتان في أسطورة روزنبرغ في القرن العشرين.
وقعت الاحتفالات المبكرة للنازية في عيد الميلاد عام 1921 عندما ألقى أدولف هتلر خطابًا في قاعة البيرة في ميونيخ أمام 4000 مؤيد. كتب مراسلو الشرطة السرية أن الجماهير هتفت عندما أدان هتلر، «اليهود الجبناء لوضعهم المحرّر العالمي على الصليب» (صلب المسيح)، وأقسم أنه «لن يستريح حتى يهدم اليهود... على الأرض». ثم غنى الحشد التراتيل والترانيم القومية حول شجرة عيد الميلاد، مع التبرع بالهدايا للحاضرين من الطبقة العاملة. بعد استيلائه على السلطة في عام 1933، سعى الإيديولوجيون النازيون في البداية إلى رفض تقاليد أعياد الميلاد في ألمانيا منذ زمن طويل - إعادة تسمية مهرجان Julfest، ونشر أصوله الجرمانية كاحتفال للانقلاب الشتوي. لكن بالنسبة إلى غالبية الألمان، بقيت التقاليد المسيحية هي أساس العطلة، وكانت الكنائس غاضبة من إزاحة المسيح من عيد الميلاد وحافظت على التقاليد المسيحية فيما بينها.

## عيد الميلاد في النظام النازي
ادعى الإيديولوجيون النازيون أن العناصر المسيحية في الإجازة تم فرضها على التقاليد الجرمانية القديمة. جادلوا بأن عشية عيد الميلاد لا علاقة لها في الأصل بمولد يسوع المسيح، ولكن بدلاً من ذلك احتفلوا بالانقلاب الشتوي و«ولادة الشمس»، بأن الصليب المعقوف كان رمزًا قديمًا للشمس، وأن سانتا كلوز كان إعادة اختراع مسيحي للإله الجرماني أودين. تبعا لذلك، صُنعت ملصقات العطلات لتصوير أودين على أنه «رجل عيد الميلاد أو رجل الانقلاب»، وهو يركب شاحنًا أبيض، بلحية رمادية سميكة ويرتدي قبعة، يحمل كيسًا مليئًا بالهدايا. تم استبدال مغارة الميلاد التقليدية بحديقة تحتوي على غزلان وأرانب خشبية. تم تصوير مريم ويسوع كأم وطفل شقراويين.

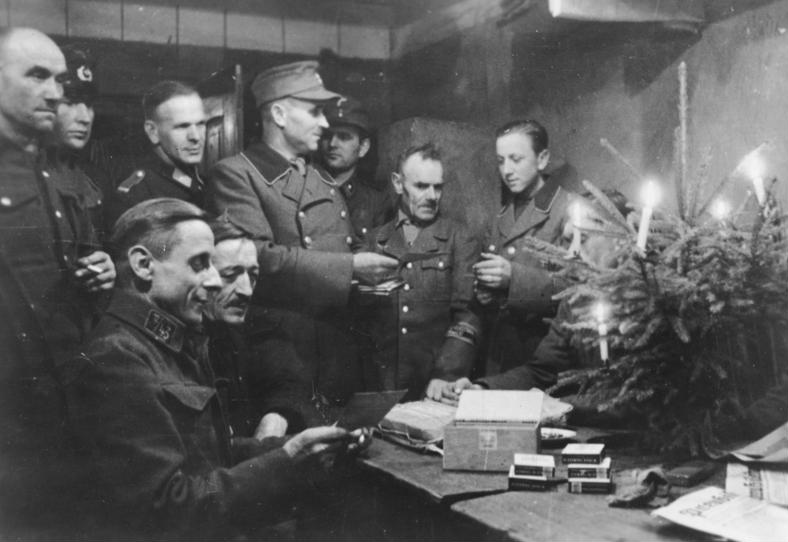
جنود فولكسستورم الألمان في عيد الميلاد عام 1944، بروسيا الشرقية

بحلول عام 1944 تقلصت حركة إزالة التأثيرات المسيحية من عيد الميلاد مع تركيز الحكومة أكثر على المجهود الحربي.   في عام 1944، أقيمت الاحتفالات المدنية بعيد الميلاد في يوم الاحتفال بيوم ذكرى قتلى الحرب في ألمانيا.

## معارضة
في حين أن معظم الألمان تبنوا إعادة تسمية النازية لعيد الميلاد، فقد قيل في بعض الأحيان أن هناك عداءًا من قِبل أقلية. ذكرت ملفات من الرابطة النسائية الاشتراكية الوطنية، "أن التوترات اندلعت عندما ضغط الدعاية بشدة لتهميش الاحترام الديني، مما أدى إلى" الكثير من الشك والاستياء ".  وكان رجال الدين من بين المعارضين لإعادة تحديد عيد الميلاد. تقول التقارير إن رجال الدين في دوسلدورف استخدموا عيد الميلاد للترويج للأندية النسائية وتشجيع العضوية. هدد رجال الدين الكاثوليك أي امرأة انضمت إلى عصبة النساء الاشتراكية القومية بالحرمان الكنسي؛ وقاطعت بعض النساء المتدينات مناسبات عيد الميلاد التي نظمتها الرابطة النسائية الاشتراكية الوطنية.